# Inga Tidblad
Inga Tidblad (Estocolmo, 29 de maio de 1901 – Estocolmo, 12 de setembro de 1975) foi uma atriz sueca, notória na sua época.
Ficou conhecida pela sua capacidade de interpretar personagens, com um grande registo dramático, vivacidade e técnica apurada.

## Papéis
- No teatro, entre outros papéis:  Muito Barulho por Nada (1940) e A Dama das Camélias (1964).
- No cinema, participou em cerca de 30 filmes, entre os quais: Det brinner en eld (1943), Kvinnohuset (1953) e Pärlemor (1961).